# General Scărișoreanu
General Scărișoreanu – wieś w Rumunii, w okręgu Konstanca, w gminie Amzacea. W 2011 roku liczyła 932 mieszkańców.